# 流局
流局（りゅうきょく）とは、麻雀において、和了以外の要因で局が終了することをいう。流局することを流れると表現することが多い。

## 通常の流局
河底牌に対してロンがなければ、流局となる。このような流局を、荒牌平局（ホワンパイピンチュー、こうはいへいきょく）、または荒牌（ホワンパイ、こうはい）と呼ぶ。流局のうち最も一般的なケースであり、単に流局といえば通常この荒牌平局を指す。ただし、荒牌平局時に流し満貫が成立していれば、流局として扱わない。

### 不聴罰符
荒牌の場合、聴牌者は倒牌し（手牌を開示し）、聴牌（テンパイ）か否かを基準として点棒が授受される。不聴者から聴牌者に支払われる点数を不聴罰符（ノーテンばっぷ）という。
一般的な不聴罰符の授受は次のようになる。
- 全員が不聴であれば、点棒は授受されない。
- 1人だけ聴牌であれば、不聴の3人から1000点ずつ受け取る。
- 2人が聴牌であれば、不聴の2人が1500点ずつ支払い、聴牌の2人が1500点ずつ受け取る。
- 3人が聴牌であれば、不聴の1人が他の3人に1000点ずつ支払う。
- 全員が聴牌であれば、点棒は授受されない。

要するに、不聴者が合計3000点を支払い、それを聴牌者に分配する。これを「不聴罰符は場に3000点」と言う。

### 立直との関連
荒牌の場合、立直（リーチ）していた者は倒牌しなくてはならない。倒牌を拒むか、不聴が発覚すれば、不聴立直としてチョンボとなる。なお、一般的なルールでは、流局前に他家が和了した場合、手牌を開示する必要は無いため、不聴立直は不問となる。副露時に対々和の裸単騎の聴牌時などは伏せることも可能である。

### 連荘との関連
一般的には、荒牌の場合に親が聴牌していれば、連荘（レンチャン）となる。これを「聴牌連荘」と言う。一方、親が和了った場合のみ連荘とするルールを「アガリ連荘」もしくは「アガリのみ連荘」と言い、アガリ連荘のルールでは、荒牌の場合に親が聴牌していても連荘とならない。（不聴罰符を受け取るが、親流れになる。）「聴牌連荘」にするか「アガリ連荘」にするかは取り決め次第である。

## 途中流局
局の途中において、所定の条件が満たされた場合に流局とすることがある。これを途中流局と言う。この場合、ノーテン罰符など点棒のやり取りは行われず、次の局に移る。連荘とするか親流れとするかは、途中流局をどう扱うかの取り決め如何で変わってくる。連荘とする場合でも親流れとする場合でも積み棒は1本増やすのが一般的である。なお、途中流局を一切なしとするルールもあり、その場合は、以下の各状況が発生しても流局にならない。
各種ルールにおける扱いの違いについては「連荘#流局と連荘に関わる細目ルールの採用状況」を参照

### 九種九牌
親の配牌または子の第1ツモにおいて、手牌に么九牌が9種類以上含まれていれば、倒牌して流局とすることができる。これを九種九牌（キューシュキューハイ）、九種么九牌倒牌（キューシュヤオチューハイトウハイ）或いは九種么九倒牌（キューシュヤオチュートウハイ）という。ただし、自他を問わず、副露や暗槓がなされた後には実行できない。

条件を満たしていても、本人の意思により宣言しなければ成立しない。したがって、国士無双などを狙い、流局を宣言しない場合もある。
あまりに悪い配牌に対する救済ルールとして作られたと考えられる。なお、么九牌が「9種類以上」ではなく「9枚以上」(么九牌の対子を含んだ「8種類9枚」など)の場合にも流局可とする拡大解釈があるが、これはあくまでローカルルールである。
なお、九牌の「九」は么九牌の「九」である。么九牌が配牌時に9種類10枚のときなどに「九種十牌」のように言うことがあるが、これは正確には誤りである。

### 四風子連打
局の初巡で全プレイヤーが同じ風牌を捨てると、流局となる。これを四風子連打（スーフォンツレンター）という。四風連打（スーフォンレンター）、四家同風（スーチャトンフォン）などともいう。北家の打牌までに、副露や暗槓がなされた場合は成立しない。
元来は、全プレイヤーが最初の打牌で西の牌を捨てた場合、中国において縁起の悪い「一路帰西（死者の魂は一路、西方を目指す）」として流局とするルールであったが、1929年の時点で全ての風牌を対象とする四風子連打に変化していたようである。

### 四開槓
四開槓（スーカイカン）は、同一の局において、複数のプレイヤーにより合計で4回の槓が行われた場合、流局とするルールである。四槓散了（スーカンサンラ）、四槓算了（スーカンサンラ）、四槓流れ（スーカンながれ）ともいう。「四槓」が「死棺」に通じることから縁起が悪いとされたのが由来である。なお四開槓のルールの有無に関わらず、もともとドラを用いるルールにおいては嶺上牌が4枚しか用意されず5回目以降の槓ができない取り決めであるため、本来は途中流局にする必然性が無く、必ずしも嶺上牌が足りないことが四開槓の理由ではない。
「槓が4回行われた場合は流局とする」という説明が一般的だが、4回目の槓が行われ槓ドラをめくり、嶺上牌をツモって牌を捨てて他のプレイヤーのロン和了が発生しなかった際に流局となるルールと、4回目の槓の申告があった時点（搶槓がなかった時点）で流局となるルールがある。
なお、1人のプレイヤーが4回の槓を行った場合は、四槓子（スーカンツ）のテンパイとして続行する。この場合、他のプレイヤーは5つ目の槓をすることができない。ただし一部には、5つ目の槓を認め、それをもって嶺上牌をツモらずに流局としているルールもある。
また、4回目の槓に対して搶槓が発生した場合は、槓が成立しないため、流局にはならず搶槓によるあがりが優先される。なお、この4回目の槓が『中張牌での暗槓』であった場合は搶槓が発生することはなく100%安全かつ確実に槓が成立するため流局になる。

### 四家立直
四家立直（スーチャリーチ）は、同一の局において、4人のプレイヤー全員がリーチした場合に流局とするルールである。四人立直（よにんリーチ）とも言う。
三人リーチの掛っている状態から4人目のプレイヤーがリーチ宣言し、その宣言牌にどこからもロンが掛からなかった時、次のツモ者はツモ牌を取らず、そこで流局となる。その時、本当にテンパイしているかどうか全員が手牌を開け確認を行う。
1957年に制定された「東京ルール」で「四人立直」の名称で初めて成文化された。なお、四家立直を流局としないルールもある。その場合は四人リーチの状態で続行される。

### 三家和
三家和（サンチャホー）は、あるプレイヤーの打牌に対して、他の3名全員がロンを掛けた場合を、特別に流局とするルールである。三家和流れともいう。三家和が成立した場合、その局の点棒収受は行われず、次の局に移る。
なお、三家和を流局とせず、1人または3人全員の和了を認めるルールになっていることもある。上家取り（頭跳ね）を採用している場合は、放銃した者から反時計まわりに数えて最も近いプレイヤーのみ和了とする。トリプルロンあり（トリロンあり）のルールになっている場合は、3名全員の和了を認める。このあたりの細目は場所によって取り決めが異なっている。
なお、東風荘の三人麻雀では、2009年4月23日にルールが改正されるまで、二家和に対して流局が適用されていた。4人打ちにおける三家和流局と同じように、点棒のやり取りなしの流局となった。ルール改正後は、ダブロンの場合は頭跳ねによって上家（放銃者から見ると下家）の和了が優先される。